# Sphinx brunnea
Sphinx brunnea är en fjärilsart som beskrevs av Tutt 1904. Sphinx brunnea ingår i släktet Sphinx och familjen svärmare. Inga underarter finns listade i Catalogue of Life.